# Bleasdalea
Genre
Bleasdalea est un genre de plantes à fleurs de la famille des Proteaceae.

## Liste d'espèces
Selon BioLib (9 janvier 2021), The Plant List (9 janvier 2021) et Tropicos (9 janvier 2021) :
- Bleasdalea bleasdalei (F.Muell.) A.C.Sm. & J.E.Haas
- Bleasdalea ferruginea A.C.Sm. & J.E.Haas
- Bleasdalea lutea A.C.Sm. & J.E.Haas
- Bleasdalea papuana (Diels) Domin
- Bleasdalea vitiensis A.C.Sm. & J.E.Haas

Selon Plants of the World online (POWO) (9 janvier 2021) :
- Bleasdalea bleasdalei (F.Muell.) A.C.Sm. & J.E.Haas
- Bleasdalea papuana (Diels) Domin